# Hymenochaete tasmanica
Hymenochaete tasmanica är en svampart som beskrevs av Massee 1890. Hymenochaete tasmanica ingår i släktet Hymenochaete och familjen Hymenochaetaceae.   Inga underarter finns listade i Catalogue of Life.